# Zemětřesení v jihozápadní Malé Asii (262)
K zemětřesení v jihozápadní Malé Asii došlo 21. prosince 262 nebo možná 261. Zemětřesení zdevastovalo římské město Efez spolu s městy podél západního a jižního pobřeží Malé Asie. Epicentrum se s největší pravděpodobností nacházelo v jižní části Egejského moře. Zprávy poznamenávají, že mnoho měst bylo zaplaveno mořem, pravděpodobně kvůli tsunami.
Kolem roku 262 byla v Efezu zničena Celsuva knihovna a Artemidin chrám, který byl jedním ze Sedmi divů světa. Není jisté, zda za zničením staveb stálo zemětřesení nebo invaze Gótů.